# Claude Czechowski
Claude Czechowski est un  ingenieur et un chef d'entreprise français, né le 10 avril 1952 à Paris.

## Biographie

### Études
Titulaire d’une licence des sciences économiques obtenue à l'université Paris-1 Panthéon-Sorbonne et d’un doctorat en sciences des organisations à Paris Dauphine, Claude Czechowski est également diplômé d'une école nationale supérieure d'ingénieurs,,.

### Sema Group
Spécialisé dans le conseil en management et informatique, Claude Czechowski rejoint la Sorgem en 1977 pour développer l'activité organisation et pilotage informatique. Il a été le maître d’œuvre de la méthode RACINES de planification des choix informatiques pour la modernisation de l’État et du secteur public en France (ministère de l’Économie). Il a ensuite mené des projets pour le développement des nouvelles technologies de l’information pour la commission d'état de sciences et technologies de Chine puis du Brésil dans les années 1980 dans le cadre de coopérations pilotées par la communauté européenne.
Claude Czechowski a également été l'auteur de différentes études et ouvrages publiés à la Documentation française sur la modernisation des professions de santé et, en particulier, radiologie et biologie et la modernisation informatique de l’État (RACINES)
En 1984, il rejoint Sema Group et exerce différentes responsabilités dont le poste de directeur général France et consulting monde,,.

### Computer Sciences Corporation
En 1994, Claude Czechowski rejoint Computer Sciences Corporation (CSC) et devient PDG de sa division française et de CSC PEAT MARWICK,. En 2000, il est nommé président de l’Europe de l’Ouest et du Sud puis, à partir de 2004, responsable du « conseil et de l’intégration des systèmes » pour la région EMEA (Europe, Moyen-Orient et Afrique du Sud). En 2009, il prend la direction des activités mondiales du « conseil - intégration de systèmes - solutions » de CSC,,,,. Il quitte CSC le 28 février 2013.

### CC Consulting
En juillet 2013, Claude Czechowski crée une nouvelle société « CC Consulting » spécialisée dans le conseil en stratégie, l'organisation et le développement d'entreprises. Dans le cadre de ses responsabilités, il est notamment Senior Advisor de Bain Consulting, puis du BCG (Boston Consulting Group) et d'Akka Technologies.

### Autres
Claude Czechowski a également enseigné dans le cadre du DESS 225 de l'université Paris-Dauphine avec Maurice Nussenbaum. Il est également membre de l'International Advisory Board de l'ESSEC et a contribué à la création de la chaire « innovation » dans les services, au côté du professeur Hervé Mathe.

### Vie personnelle
Czechowski est marié à la journaliste Ruth Elkrief, avec qui il a deux filles.